# Бейерен, Абрахам ван
Абрахам ван Бейерен (нидерл. Abraham van Beijeren; около 1620[…], Гаага — март 1690, Overschie) — голландский художник XVII века, мастер натюрмортов с посудой и фруктами, иногда с цветами, рисовал также морские пейзажи. 

## Биография
Абрахам Хендрикс ван Бейерен не принадлежал при жизни к признанным мастерам. Поэтому не все страницы жизни художника известны точно. Нет сведений о точной дате рождения художника, которую определяют как 1620 или 1621 год. Происходил из ремесленной семьи, отец был гутник.
Считают, что будущий художник был учеником Питера де Пюттера (1605—1659) и Тимана Аренца Крахта в 1636 году.
Он жил в Лейдене в 1638—1639 годах, где в 1639 году женился на Эммерентии Стерке. Он вернулся в Гаагу в 1640 году, где стал мастером местной гильдии Святого Луки. К этому периоду относится большая часть его морских пейзажей.
После смерти его первой жены он воспитывал трех  своих дочерей. В 1647 году женился на Анне ван ден Квеборн. Его вторая жена была художницей и дочерью художника Криспина ван ден Кеврона. Тетя Анны была замужем за Питером де Пюттером, художником по рыбным натюрмортам. В 1657 году вновь переехал, на этот раз в город Делфт, где тоже был художником в местной гильдии живописцев. В 1663 году он вернулся в Гаагу, где он оставался до 1669 года. После переехал и работал в Амстердаме. Затем он переезжал: в Алкмар в 1669 году, в Гауду в 1675 году и, наконец, в Оверсхие (Роттердам) в 1677 году, где он умер в 1690 году.

## Галерея

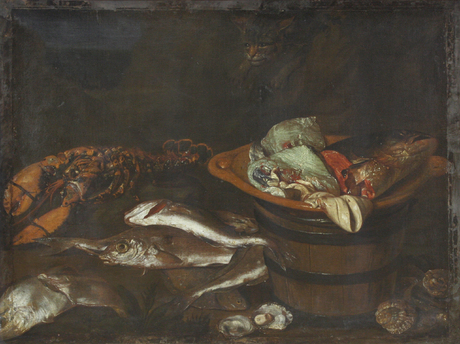
Натюрморт. Национальная картинная галерея Армении
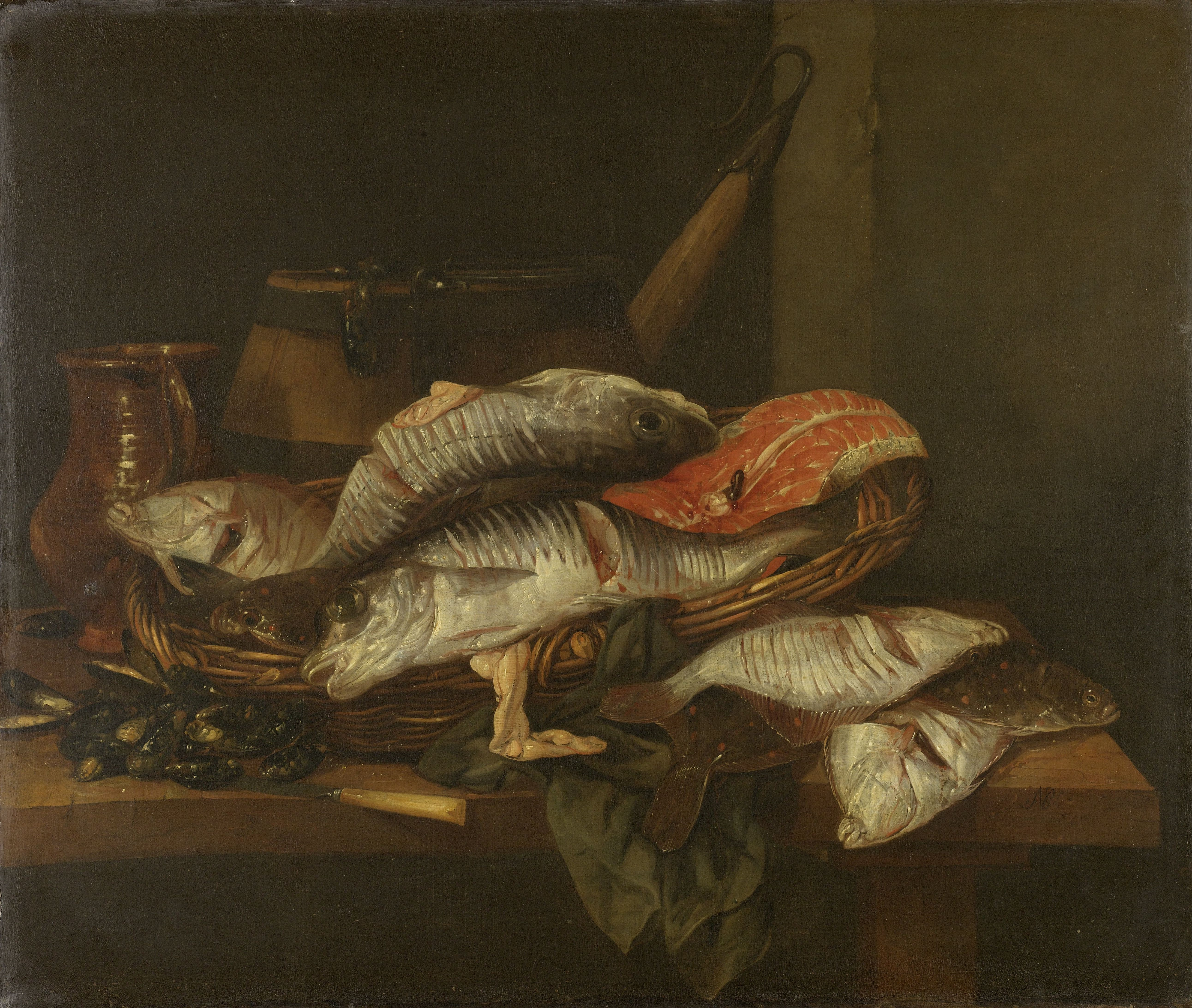
Натюрморт с рыбами. Рейксмюсеум
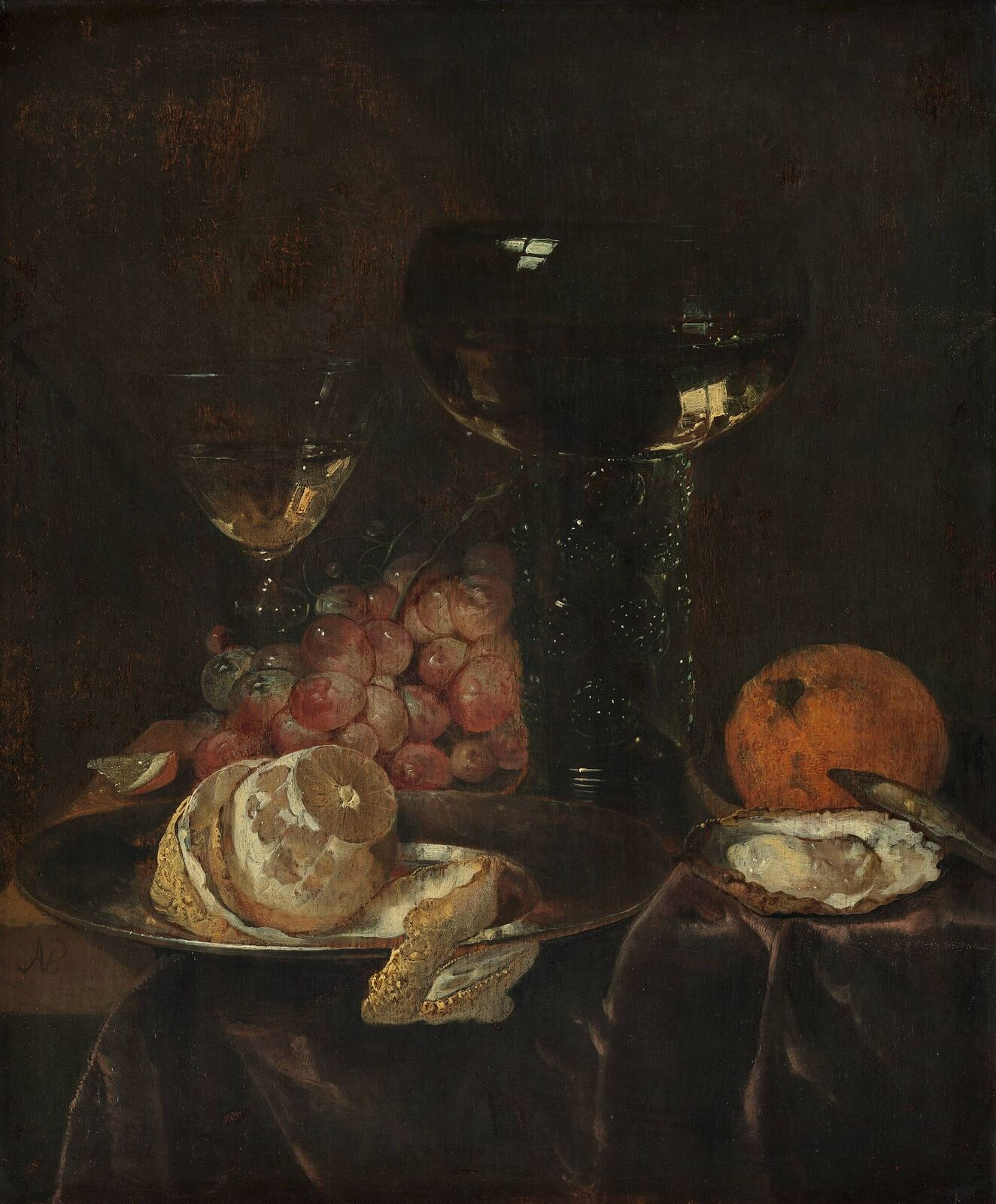
Натюрморт с лимоном, виноградом и бокалами. Музей Бойманса-ван Бёнингена
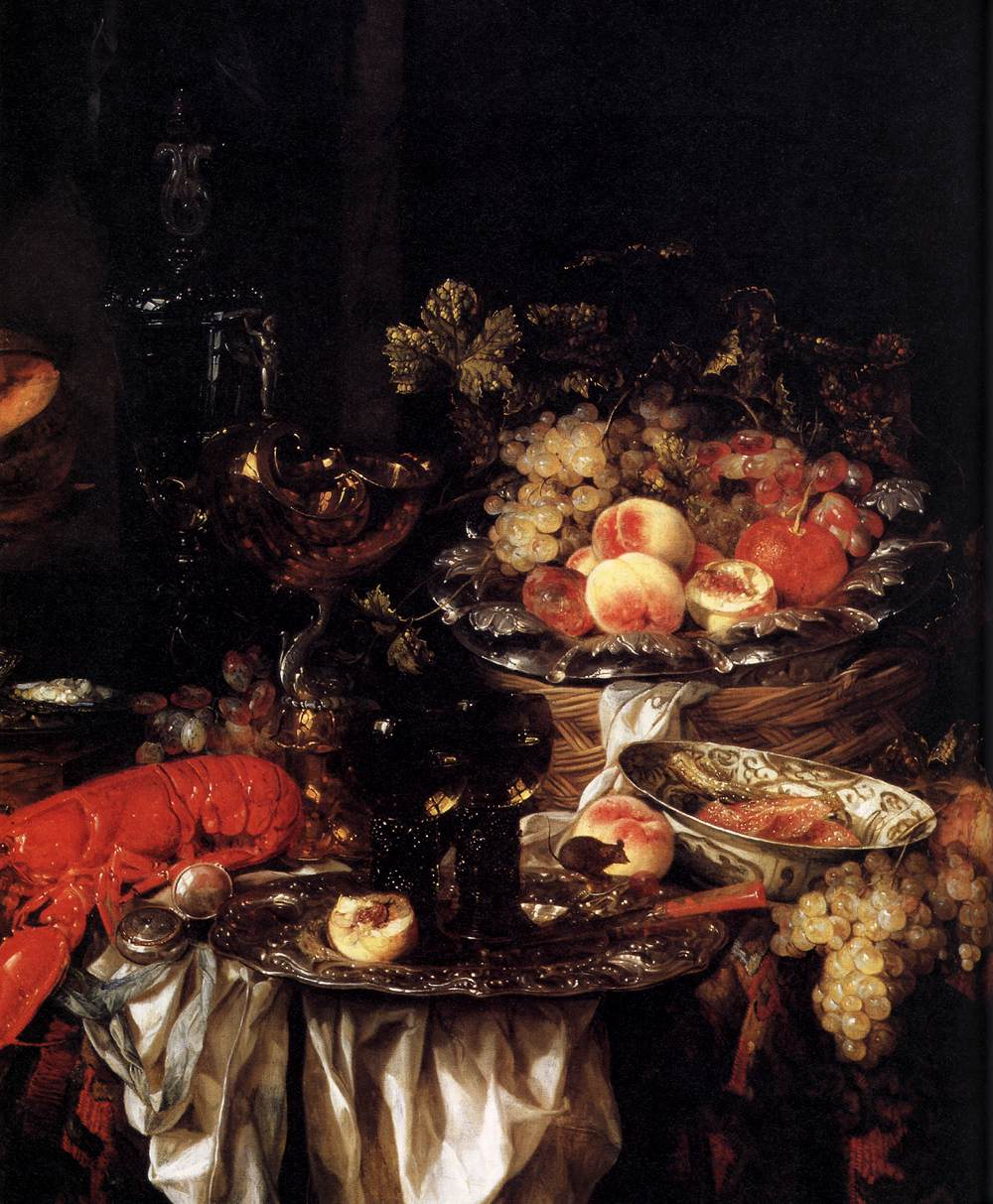
Натюрморт. Музей искусств Лос-Анджелеса